# ジョアシャン・アルシーヌ
ジョアシャン・アルシーヌ（Joachim Alcine、1976年3月26日 - ）は、カナダのプロボクサー。元WBA世界スーパーウェルター級王者。ゴナイーヴ出身。名前の一部をとって「Ti-Joa」の愛称を持つ。ハイチ出身として史上初の世界王者となった。

## 来歴
1999年5月28日、モントリオールのモルソン・センターでルイ・ブシャールとウェルター級4回戦を行い、初回2分44秒TKO勝ちを収めデビュー戦を白星で飾った。
2002年5月25日、ノースカロライナ州コンコードにあるロウズ・モーター・スピードウェイでマルコス・プリメラとIBAアメリカ大陸スーパーウェルター級王座決定戦を行い、12回3-0の判定勝ちを収め王座獲得に成功した。
2002年9月6日、モントリオールのベル・センターでブルック・ウェルビーとカナダスーパーウェルター級王座決定戦を行い、3回2分12秒TKO勝ちを収め王座獲得に成功した。
2004年4月24日、ケベック・シティーのコリゼ・ペプシでホセ・ヒルトン・ドス・サントスとWBAフェデラテンスーパーウェルター級王座決定戦を行い、4回1分28秒TKO勝ちを収め王座獲得に成功した。
2004年10月9日、モントリオールのモンレアル賭博場で自身の持つWBAフェデラテンスーパーウェルター級王座とフェルナンド・エルナンデスの持つNABA北米スーパーウェルター級王座を懸け対戦し、5回2分43秒KO勝ちを収めWBAフェデラテン王座の初防衛、NABA王座の獲得に成功した。
2005年2月12日、モントリオールのモンレアル賭博場で自身の持つNABA北米スーパーウェルター級王座と空位のWBCインターナショナルスーパーウェルター級王座を懸けカルロス・ボホルケスと対戦し、7回終了時TKO勝ちを収めNABA王座の初防衛、WBCインターナショナル王座の獲得に成功した。
2005年9月10日、自身の持つNABA北米スーパーウェルター級王座並びにWBCインターナショナルスーパーウェルター級王座とマルコ・アントニオ・アベンダーニョの持つWBAフェデセントロスーパーウェルター級王座を懸け対戦し、8回2分51秒TKO勝ちを収めNABA王座の3度目の防衛、WBCインターナショナル王座の2度目の防衛、WBAフェデセントロ王座の獲得に成功した。
2006年2月11日、モントリオールのモンレアル賭博場でアンダーソン・クレイトンと対戦し、NABA王座の4度目の防衛に成功した。
2007年7月7日、コネチカット州ブリッジポートのアリーナ・アット・ハーバー・ヤードでWBA世界スーパーウェルター級王者トラヴィス・シムズと対戦し、12回3-0（115-110、116-109、114-111）の判定勝ちを収め王座獲得に成功、ハイチ初の世界王者となった。
2007年12月7日、モントリオールのベル・センターでアルフォンソ・モスケラと対戦し、12回2分17秒TKO勝ちを収め初防衛に成功した。
2008年7月11日、モントリオールのユニプリックススタジアムでダニエル・サントスと対戦し、プロ初黒星となる6回2分6秒KO負けを喫し2度目の防衛に失敗、王座から陥落した。
2009年12月5日、モントリオールのモンレアル賭博場でクリストフ・カンクローとWBOインターコンチネンタルスーパーウェルター級王座決定戦を行い、12回3-0（115-113、117-110が2者）の判定勝ちを収め王座獲得に成功した。
2010年7月17日、カリフォルニア州ランチョ・ミラージュのアグア・カリエンテ・リゾート・スパでアルフレド・アングロとWBCアメリカ大陸スーパーウェルター級王座決定戦を行い、初回2分59秒TKO負けを喫し王座獲得に失敗した。
2011年12月10日、モントリオールのベル・センターでWBCインターナショナルミドル級王者デイビッド・レミューと対戦し、2-0（116-112が2者、114-114）の判定勝ちを収めWBCインターナショナル王座の2階級制覇を果たした。
2012年9月15日、ラスベガスのトーマス&マック・センターでマシュー・マックリンとミドル級10回戦を行い、初回2分36秒KO負けを喫した。
2013年4月20日、ブラックプールのウィンター・ガーデンズ・ブラックプールでブライアン・ローズとWBOインターコンチネンタルスーパーウェルター級王座決定戦を行い、12回TKO負けを喫し王座返り咲きに失敗した。
2015年10月31日、テキサス州ヒューストンのリライアント・アリーナでジャーメル・チャーロとスーパーウェルター級10回戦を行い、6回1分21秒TKO負けを喫した。
2015年12月15日、アルシーヌが引退を表明した。

## 獲得タイトル
- IBAアメリカ大陸スーパーウェルター級王座
- カナダスーパーウェルター級王座
- WBAフェデラテンスーパーウェルター級王座
- NABA北米スーパーウェルター級王座
- WBCインターナショナルスーパーウェルター級王座
- WBA世界スーパーウェルター級王座（防衛1）
- WBOインターコンチネンタルスーパーウェルター級王座
- WBCインターナショナルミドル級王座